# Bernard Taiji Katsuya
Bernard Taiji Katsuya (jap. ベルナルド 勝谷 太治 Berunarudo Katsuya Taiji; ur. 2 grudnia 1955 w Muroranie) – japoński duchowny katolicki, biskup Sapporo od 2013.

## Życiorys
Święcenia kapłańskie otrzymał 29 kwietnia 1986 i został inkardynowany do diecezji Sapporo. Pracował głównie jako duszpasterz parafialny oraz dyrektor diecezjalnych centrów pomocy. Od 2008 odpowiadał także za dystrykt Sapporo.
22 czerwca 2013 papież Franciszek mianował go ordynariuszem diecezji Sapporo. Sakry udzielił mu 14 października 2013 kardynał Peter Takeo Okada.